# Nyquist (диалект Лиспа)
Nyquist — язык программирования для синтеза и анализа звука, основанный на диалекте Лиспа XLISP; разработан Роджером Данненбергом в университете Карнеги — Меллона при поддержке Yamaha и IBM, назван в честь Гарри Найквиста. Используется для написания плагинов для Audacity.
Основные возможности интерпретатора языка:
- импорт и экспорт аудио и MIDI-файлов, а также партитур Adagio;
- взаимодействие с протоколом OSC[5];
- вывод звука в реальном времени.

Начиная с третьей версии поддерживает SAL — язык с алголоподобным синтаксисом, впервые представленный в Common Music Рика Таубе.
Интерпретатор языка работает под Linux, Unix, Mac OS и Windows.

## Примеры кода
- Проигрывание нот:

```
(
defun
 
note
 
(
pitch
 
dur
)
 

  
(
osc
 
pitch
 
dur
 
*table*
))

(
play
 
(
seq
 
(
note
 
c4
 
q
)
 
;q - 1/4

           
(
note
 
d4
 
i
)
 
;i - 1/8

           
(
note
 
e4
 
i
)

           
(
note
 
f4
 
i
)

           
(
note
 
g4
 
q
)))

```

- Запись и последующее проигрывание звукового файла:

```
(
defun
 
note
 
(
pitch
 
dur
)
 

  
(
osc
 
pitch
 
dur
 
*table*
))

(
setf
 
sound-file
 
"a-snd-file.snd"
)
 
;имя файла, местоположение - папка по умолчанию

(
s-save
 
(
seq
 
(
note
 
c4
 
q
)
 
;q - 1/4

           
(
note
 
d4
 
i
)
 
;i - 1/8

           
(
note
 
e4
 
i
)

           
(
note
 
f4
 
i
)

           
(
note
 
g4
 
q
))
 
1000000000
 
sound-file
)
 
;запись файла

(
play-file
 
sound-file
)
 
;проигрывание файла

```